# Christian Schönmoser
Christian Schönmoser (* 14. Mai 1979 in Garmisch-Partenkirchen) ist ein ehemaliger deutscher Eishockeyspieler, der in der DEL für den SC Riessersee und die Nürnberg Ice Tigers sowie in der 2. Bundesliga für die Straubing Tigers, den ETC Crimmitschau und den SC Bietigheim-Bissingen aktiv war.

## Karriere
Christian Schönmoser begann seine Karriere 1994 bei den Junioren des SC Riessersee und spielte ab der Saison 1995/96 bei der 1. Mannschaft für weitere zwei Jahre. Neben den Stationen EC Peiting (1. Liga Süd) und den South Surrey Eagles (BCJHL) wechselte er zur Saison 1999/2000 in die DEL zu den Nürnberg Ice Tigers, für die er fünf Spielzeiten verteidigte. In die 2. Bundesliga kam Schönmoser 2004, als ihn die Straubing Tigers und ein Jahr später der SC Bietigheim-Bissingen verpflichtete.
Ab der Saison 2007/08 spielt Schönmoser für den ETC Crimmitschau. Nach der Saison 2008/09 wurde der Vertrag mit dem Verteidiger nicht mehr verlängert und er unterschrieb beim Oberligisten Starbulls Rosenheim.

## Karrierestatistik
(Legende zur Spielerstatistik: Sp oder GP = absolvierte Spiele; T oder G = erzielte Tore; V oder A = erzielte Assists; Pkt oder Pts = erzielte Scorerpunkte; SM oder PIM = erhaltene Strafminuten; +/− = Plus/Minus-Bilanz; PP = erzielte Überzahltore; SH = erzielte Unterzahltore; GW = erzielte Siegtore; 1 Play-downs/Relegation; Kursiv: Statistik nicht vollständig)